# جوزيف ألين (سياسي)
جوزيف ألين (بالإنجليزية: Joseph Allen)‏ هو مهندس معماري ومهندس ومهندس مدني وسياسي أسترالي، ولد في 6 أغسطس 1869، وتوفي في 23 مايو 1933 بسبب غرق.